# Boží sendvič
Boží sendvič (v anglickém originále Grilled Cheesus) je třetí epizoda druhé série amerického televizního seriálu Glee a v celkovém pořadí dvacátá pátá epizoda. Scénář k ní napsal Brad Falchuk, režíroval ji Alfonso Gomez-Rejon a měla premiéru ve vysílání amerického televizního kanálu Fox dne 5. října 2010. Před vysíláním epizody prohlásil tvůrce seriálu Ryan Murphy, že tento díl bude zatím nejkontroverznějším dílem Glee, protože se soustředí na náboženství a na to, co znamená Bůh pro všechny členy sboru. Když má Burt Hummel (Mike O'Malley) srdeční záchvat, sbor se shromáždí okolo jeho syna Kurta (Chris Colfer) a pokouší se Hummelovi podpořit pomocí svých různých náboženství. Mezitím hlavní zpěvák sboru Finn Hudson (Cory Monteith) věří, že našel tvář Ježíše na grilovaném sýrovém sendviči.
Murphy doufal, že epizoda bude obsahovat vyvážené znázornění náboženství a on, Brad Falchuk a Ian Brennan potvrdili, že je tam rovnováha mezi pro a anti náboženskými komentáři. Tato epizoda obsahuje coververze sedmi písní a všechny se objevily v žebříčku Billboard Hot 100, což vytvořilo jednotýdenní debut seriálu v žebříčku ve Spojených státech. Kritici si odporovali ohledně vhodnosti hudebních vystoupené, někteří si stěžovali na dotýkající se vztah mezi čísly a náboženstvím a další ocenili, že Glee verze do písní přinesly písním nový význam.
Epizodu v den vysílání sledovalo 11,20 milionů amerických diváků a stala se druhým nejsledovanějším napsaným pořadem týdne ve věkové skupině dospělí od 18 do 49 let. Získala smíšené recenze. Výkony Colfera a O'Malleyho si získaly obdiv u kritiků a někteří recenzenti chválili Glee za úspěšnou rovnováhu protichůdných úhlů pohledu. Nicméně další recenzenti kritizovali epizodu za nedostatek jemnosti.

## Děj epizody
Když hlavní zpěvák sboru Finn Hudson (Cory Monteith) věří, že našel tvář Ježíše na grilovaném sýrovém sendviči, žádá, aby se mu splnily tři přání: aby školní fotbalové družstvo vyhrálo hru, aby mu jeho přítelkyně Rachel (Lea Michele) dovolila dotknout se jejích ňader a aby se stal znovu quarterbackem. Když se mu splní první přání, požádá sbor, aby se k němu přidal ve ctění Ježíše prostřednictvím písně.
Člen sboru Kurt Hummel (Chris Colfer) je zničen, když jeho otec Burt (Mike O'Malley utrpí srdeční záchvat. Jeho nejlepší kamarádka Mercedes (Amber Riley) u zpívá "I Look to You" od Whitney Houston a doufá, že najde sílu ve víru. Kurt ji ale řekne, že je ateista. Trenérka roztleskávaček Sue Sylvester (Jane Lynch), také ateistka, chce zakázat sboru, aby zpíval náboženské písně ve veřejném prostředí a proti Kurtovi vznese formální stížnost. Když ji konfrontuje školní výchovná poradkyně Emma Pillsbury (Jayma Mays), Sue přiznává, že se jako malé dítě modlila, aby Bůh vyléčil její sestru Jean (Robin Trocki), která má Downův syndrom. Její modlitby zůstaly nevyslyšeny, a tak došla k závěru, že Bůh prostě neexistuje.
Mercedes, Rachel a Quinn (Dianna Agron) se modlí za Burta a Rachel mu u jeho lůžka zpívá "Papa, Can You Hear Me?". Kurt je odolnější a později spolu se sborem zkouší píseň "I Want to Hold Your Hand" od Beatles a říká, že jeho víra je forma lásky pro jeho otce. Přijímá pozvání Mercedes, aby s ní šel do kostela, kde sbor zpívá "Bridge over Troubled Water". Na bohuslužbě žádá Mercedes všechny shromážděné, aby se za Hummelovy modlili.
Finnovy zbývající modlitby se také splní. Jednoho večera přijde Rachel k Finnovi domů a v jeho pokoji mu řekne, že by byla radši, kdyby jejich děti vyrůstali v židovské víře, že by s ním nemohla plánovat společnou budoucnost, když budou jejich děti, stejně jako on, věřit v Ježíše. Finn souhlasí, že jejich děti budou vychováni, jak si vybrala a tak pro potvrzení její důvěry a uznání mu dovolí, dotknout se jejích ňader, když se mazlí. Později je Finn znovu quaterbackem, ale stane se to proto, že nahradí Sama Evanse (Chord Overstreet), který si během hry vykloubil rameno a nemůže hrát. Finn se cítí zodpovědně a přizná Emmě svou vinu, ta mu ale řekne, že je nepravděpodobné komunikovat s Bohem konkrétně pomocí sýrového sendviče. Sklíčený Finn pochybuje o své nově nalezené víře a zpívá "Losing My Religion" od R.E.M.
Burt je stále v bezvědomí a Kurt mu u jeho lůžka řekne, že cítí, že by měl přijmout modlitby od jeho přátel. Když Kurt pláče, začíná Burt nabírat vědomí a je schopen zmáčkout ruku svého syna. Mezitím Sue navštěvuje svou sestru Jean v jejím domě a spolu si povídají o Bohu. Jean požádá Sue, jestli se za ní může modlit a Sue přijímá. Později celý sbor zpívá "One of Us" od Joan Osborne. Sue sleduje jejich vystoupení, ale řekne Willovi, že mu neumožní už další náboženskou píseň. Doma Finn sní zbytek svého grilovaného sýrového sendviče.

## Seznam písní
- "Only the Good Die Young"
- "I Look to You"
- "Papa, Can You Hear Me?"
- "I Want to Hold Your Hand"
- "Losing My Religion"
- "Bridge over Troubled Water"
- "One of Us"

## Hrají
| Dianna Agron     | Quinn Fabray          |
| Chris Colfer     | Kurt Hummel           |
| Jane Lynch       | Sue Sylvester         |
| Jayma Mays       | Emma Pillsburry       |
| Kevin McHale     | Artie Abrams          |
| Lea Michele      | Rachel Berry          |
| Cory Monteith    | Finn Hudson           |
| Heather Morris   | Brittany Pierce       |
| Matthew Morrison | William Schuester     |
| Mike O'Malley    | Burt Hummel           |
| Amber Riley      | Mercedes Jones        |
| Naya Rivera      | Santana Lopez         |
| Mark Salling     | Noah „Puck“ Puckerman |
| Jenna Ushkowitz  | Tina Cohen-Chang      |